# Rhodophiala pratensis
Rhodophiala pratensis är en amaryllisväxtart som först beskrevs av Eduard Friedrich Poeppig, och fick sitt nu gällande namn av Hamilton Paul Traub. Rhodophiala pratensis ingår i släktet Rhodophiala och familjen amaryllisväxter. Inga underarter finns listade i Catalogue of Life.